# Leidenflaska

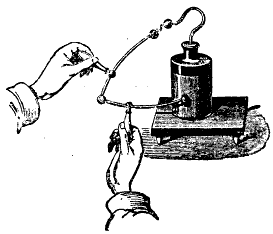
Leidenflaska med urladdare.

Leidenflaskan eller kleistska flaskan är en kondensator i form av en flaska. 
När man tillverkar en leidenflaska utgår man från en vid, cylindrisk flaska av väl isolerande glas och belägger insidan och utsidan med stanniol, utom på delen närmast runt mynningen. Där täcks glaset i stället med ett lager av isolerande lack eller fernissa. Från det inre av flaskan utgår en metallstång genom öppningen och slutar i en kula. Denna stång står i metallisk förbindelse med den inre beläggningen, men är fullständigt isolerad från den yttre och tillräckligt skild därifrån genom fernisslagret för att elektriciteten inte ska kunna överföras mellan de båda beläggningarna. I små flaskor med trång hals kan den inre stanniolbeläggningen ersättas med ett tjockt lager järn- eller mässingsfilspån. 
Ändamålet med denna apparat var att samla upp mycket större laddning än man kunde direkt på konduktorn i en elektricitetsmaskin eller annan elektricitetskälla på den tiden. När man använder den håller man flaskan i handen eller sätter dess yttre beläggning i god ledande förbindelse med jorden genom en tråd eller kedja av metall och närmar kulan intill konduktorn, samtidigt som skivan i elektricitetsmaskinen vrides runt. Allteftersom laddningen produceras övergår den till flaskans inre beläggning. Denna process kan fortsättas till en viss gräns, då flaskan inte kan uppta mera laddning från konduktorn. Den laddning som på detta sätt kan uppsamlas i en leidenflaska, är större ju större yta flaskan har och ju tunnare det glas är som isolerar de båda beläggningarna från varandra. Man kan dock inte använda alltför tunt glas, för då riskerar man att den laddas ur genom glaset och att elektriciteten slår hål i det. Eftersom den bundna elektriciteten inte har någon tendens att röra sig ut i luften, kan en laddad flaska förvaras under lång tid utan någon märkbar laddningsminskning. 
Med denna kondensator kan kraftiga elektriska verkningar framkallas, när man laddar ur den. Detta sker genom att man sätter de båda beläggningarna i ledande förbindelse med varandra. Fattar man till exempel en laddad flaska med högra handen och närmar den vänstra intill kulan, så hoppar en gnista över mellan kulan och handen, redan innan handen har kontakt med flaskan. Fortsättes därefter närmandet, får man efter hand en serie ytterligare allt svagare gnistor. Först vid beröring är urladdningen fullbordad. Om flaskan är stor och fullständigt laddad, kan stöten bli ganska smärtsam och en förening av flera leidenflaskor till ett elektriskt batteri kan ge stötar som är outhärdliga och till och med livsfarliga. Man använde därför vid urladdning av leidenflaskor oftast så kallade urladdare, som består av två något böjda metalltrådar, förenade med ett gångjärn. Trådarna slutar i kulor och isolerande handtag. 
Leidenflaskan uppfanns 1745 av tysken Ewald Georg von Kleist samt något senare av holländaren Andreas Cunaeus, en lärjunge till Petrus van Musschenbroek i Leiden. I början bestod apparaten av en glasflaska utan några beläggningar, fylld med någon vätska, till exempel vatten, kvicksilver eller etyl, och en metalltråd var insatt i den. Senare tillades, i England, stanniolbeläggningarna, den yttre av John Bevis, den inre av William Watson. 